# Nemetacum
Nemetacum est le nom d'une cité gallo-romaine, qui devint la ville d'Arras (Pas-de-Calais) par la suite.

## Histoire

### Avant l'arrivée des Romains, les Atrébates
Le site de Nemetacum était situé au confluent de la Scarpe et du Crinchon, les Atrébates s'y installèrent pendant le second Âge du fer. Jules César le mentionne dans La Guerre des Gaules sous le nom de Nemetocenna. Principale ville des Atrébates, ces derniers en firent la capitale de leur royaume.

### Une ville du Haut-Empire romain
La ville gallo-romaine fut fondée au croisement de deux voies romaines, la Via Agrippa de l'Océan reliant Lugdunum (Lyon) à Gesoriacum (Boulogne-sur-Mer) et la voie romaine reliant Samarobriva (Amiens) à Bagacum Nerviorum (Bavay). La cité nous apparaît ville d'importance moyenne avec une superficie urbanisée de 35 ha.
La construction de la ville débuta dès le début du Ier siècle. Le réseau urbain suit un plan quadrillé à angle droit. Des traces de constructions d'habitat en torchis indiquent le développement de l'urbanisation. Dans le deuxième quart du Ier siècle, le site fut remblayé pour permettre la construction de bâtiments de style romain.

### Le déclin de la ville au Bas-Empire
À la fin du IIIe siècle, des invasions germaniques conduisirent à une rétractation de la ville qui s'entoura de rempart et sa superficie se réduisit à 9,5 ha. 
Au IVe siècle, Nemetacum fut, en outre, un centre de commerce et d'artisanat textile dont la production s'exportait dans l'ensemble de l'Empire. Des outils utilisés pour le travail de la laine ont été mis au jour. 
À la fin du IVe siècle, le castrum devint la résidence du préfet des lètes bataves, mercenaires germaniques entrés au service de l'Empire romain pour assurer la défense des provinces frontalières du nord.
En 406-407, les Germains détruisirent la ville. En 428, les Francs saliens menés par Clodion le Chevelu conquirent le nord de la Gaule jusqu'à la Somme. Le général romain Aetius préféra négocier la paix et conclut avec Clodion un traité (fœdus) qui fit des Francs, des « fédérés » combattant pour Rome.

## Vestiges
Les vestiges de Nemetacum nous sont connus grâce à l'archéologie.

### Le sanctuaire d'Attis et de Cybèle (première moitié duIIIesiècle)
À Baudimont, ont été mis au jour les vestiges d'un sanctuaire de divinités orientales datant du IIIe siècle. Les objets retrouvés se rapportent à Bacchus, Cybèle et surtout à Attis. Le local de 6 × 44 m avait les parois décorées de fresques avec placage de marbres et le sol était pavé de pierres bleues. À l'Ouest sur une galerie de façade on a trouvé dans un angle un coffret en bois contenant 500 grammes de mercure à l'état natif, dépôt probable de fondation dont les seuls autres exemples se situent en Orient. 
Dans l'aile nord ont été retrouvées des statuettes d'Attis en bronze et en porphyre, un balsamaire représente Bacchus, un cathare utilisé pour le culte de  Mithra, un vase en forme de singe etc. Une statue en porphyre d'Attis représente le dieu debout vêtu à la persane. 
Dans l'aile sud, ont été retrouvés des ustensiles quotidiens consacrés à la conservation ou à la préparation des aliments : mortier et jatte en Céramique sigillée, moule en fer, pilon en marbre, etc. servant pour le rituel. Ont été retrouvées aussi des intailles, servant de sceaux. Elles portent essentiellement des symboles de richesse ou de fécondité : Mercure, Apollon, corne d'abondance.
Dans la cour du sanctuaire, des trous de poteaux accompagnées d'objets évoquant des divinités guérisseuses : plaque d'yeux et semelle de sandale) et fragments de statuettes en pierre blanche étaient des sortes d'ex-voto en plomb. 
Vers 375, le sanctuaire fut détruit et la statue en porphyre d'Attis fut méthodiquement détruite laissant à penser à réaction violente contre le culte qu'elle représentait.

### Le sanctuaire germanique 370 / 380

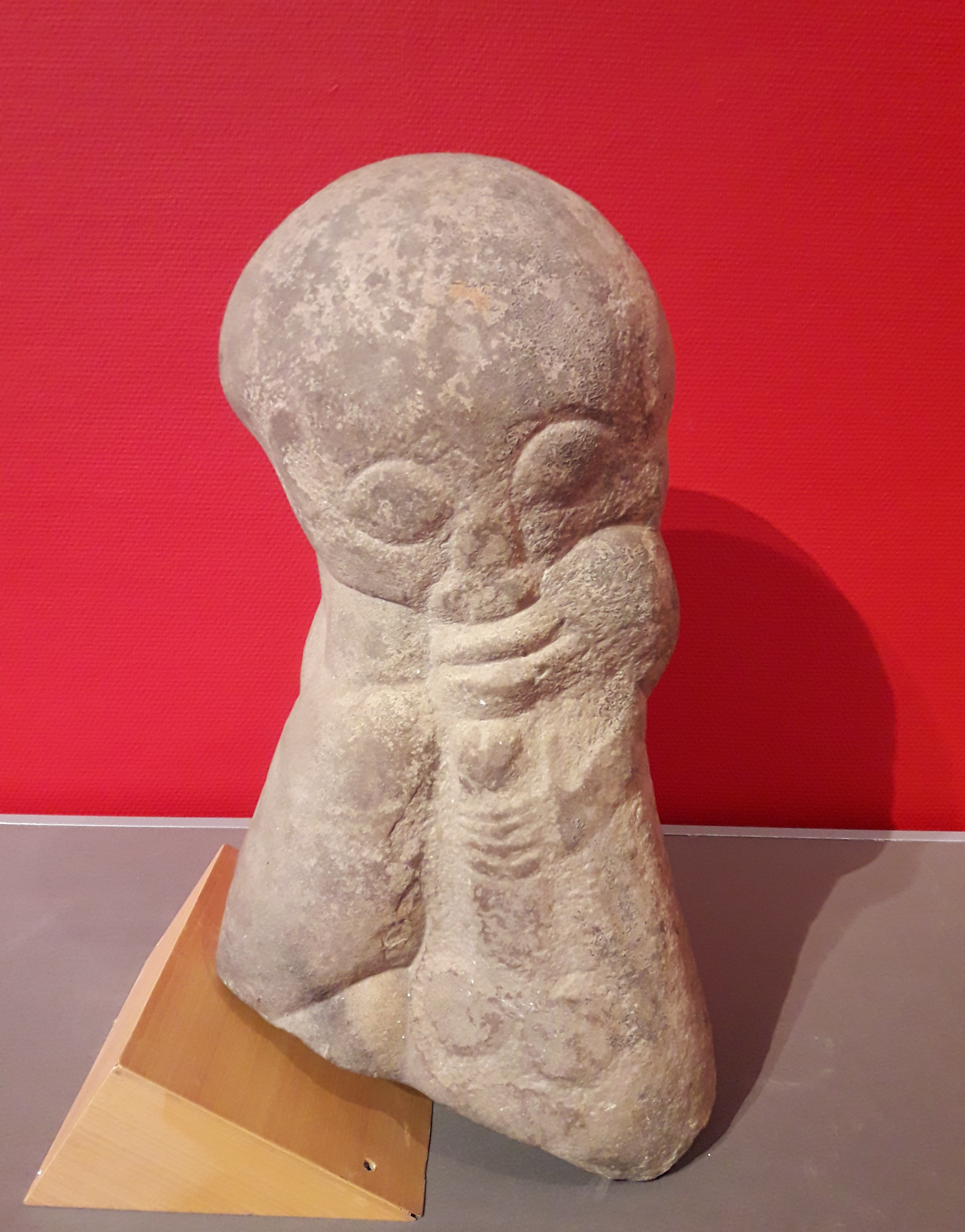
Statue en grès du dieu Fro.

Le mobilier cultuel mis au jour lors de fouilles archéologiques est étranger aux Atrébates. Il est originaire de Germanie, plus précisément de la région du cours moyen de l'Elbe, les objets en céramique ou en métal retrouvé est semblable à celui retrouvé en Westphalie, en Thuringe ou en Bavière. Cela prouve l’existence d'un lieu de culte germanique sur le site de Nemetacum.
Dans des fosses, ont été retrouvés des restes humains : crânes et de corps démembrés (squelette d'une jeune fille d'environ 15 ans et crânes d’hommes d'une trentaine d'années). Ces restes humains sont accompagnés d'offrandes animales : bœuf, brebis, cheval.
Sur une aire de 15 × 5 m en silex et craie damés on a retrouvé les traces dune cinquantaine de trous de poteaux, ce qui laisse à penser que ce sont des pieux d'offrandes.

### Les casernes théodosiennes de la fin duIVesiècle
Après l'abandon du lieu de culte germanique, ont été construits deux bâtiments rectangulaires parallèles (42 × 7,25 m) qui rappellent les casernements des forts du limes rhénan. Le mobilier militaire mis au jour se compose de : pointes de flèches et d'épieux, talon de lance, couteau, empreinte de chaussure cloutée etc.